# Пенье (Костромская область)
Пенье — деревня в Антроповском муниципальном районе Костромской области. Входит в состав Котельниковского сельского поселения

## География
Находится в центральной части Костромской области на расстоянии приблизительно 40 км на юг-юго-запад по прямой от поселка Антропово, административного центра района.

## История
В XIX — начале XX века деревня относилась к Галичскому уезду Костромской губернии. В 1872 году здесь было учтено 6 дворов, в 1907 году —10.

## Население
Постоянное население составляло 24 человека (1872 год), 41 (1897), 51 (1907), 2 в 2002 году (русские 100 %), 0 в 2022.